# Park Yoon-ha
Park Yun-ha (Hangul: 박윤하, (también conocida como Park Yoon-ha) es una cantante surcoreana de la compañía Jellyfish Entertainment. Conocida por alcanzar el TOP 6 de la cuarta temporada del reality show K-pop Star.

## Discografía

### SencillosK-pop Star 4
| Año  | Canción                               | Artista Original | Notas                         |
| ---- | ------------------------------------- | ---------------- | ----------------------------- |
| 2014 | 슬픈인연                              | 나미             | K-pop Star 4 Fase de audición |
| 2014 | 슬픔속에그댈지워야만해                | Lee Hyun Woo     | K-pop Star 4 audición parte 1 |
| 2014 | 그대 내 품에 (Holding You in My Arms) | Yoo Jae-ha       | K-pop Star 4 TOP10 parte 1    |
| 2014 | One Last Cry                          | Brian McKnight   | K-pop Star 4 TOP8             |
| 2014 | 가시나무                              | 시인과촌장       | K-pop Star 4 TOP6             |

### Colaboración
| Año  | Título                                 | posición | Otros artistas                                                           | Álbum                      |
| Año  | Título                                 | KOR Gaon | Otros artistas                                                           | Álbum                      |
| ---- | -------------------------------------- | -------- | ------------------------------------------------------------------------ | -------------------------- |
| 2015 | "답가 (Reply)"                         | 29       | Kim Sung-kyu                                                             | 27                         |
| 2015 | " 사랑난로 (Love In The Air)"          | 14       | Seo In-guk, Park Jung-ah, VIXX                                           | Jelly Christmas 2015 – 4랑 |
| 2016 | "여름밤피크닉 (Summer Night’s Picnic)" | —        | Yoo Seung-woo                                                            | Jelly Box                  |
| 2016 | "Falling" (니가 내려와)                | 34       | Seo In-guk, VIXX, Gugudan, Park Jung-ah, Kim Gyu-sun, Kim Ye-won y Jiyul | Jelly Christmas 2016       |